# Emily Kay
Emily Kay (Bromsgrove, 7 settembre 1995) è un'ex pistard e ciclista su strada britannica naturalizzata irlandese, attiva come Elite/Under-23 dal 2013 al 2023. In carriera ha vinto cinque medaglie ai campionati europei su pista e partecipato ai Giochi olimpici di Tokyo 2020.

## Palmarès

### Pista
- 2012

Campionati britannici, Scratch Junior
Campionati britannici, Inseguimento a squadre (con Elinor Barker e Amy Roberts)
- 2013

Campionati britannici, Inseguimento individuale Junior
Campionati del mondo, Inseguimento a squadre Junior (con Hayley Jones, Amy Hill ed Emily Nelson)
Revolution Series #1, Scratch (Manchester)
- 2014

Open des Nations sur Piste de Roubaix, Scratch (Roubaix)
- 2015

Revolution Series Champions League #3, Corsa a punti (Londra)
Revolution Series Champions League #3, Scratch (Londra)
- 2016

Grand Prix of Poland, Scratch (Pruszków)
Campionati europei, Inseguimento a squadre Under-23 (con Dannielle Khan, Manon Lloyd ed Emily Nelson)
1ª prova Coppa del mondo 2016-2017, Inseguimento a squadre (Glasgow, con Eleanor Dickinson, Manon Lloyd, Emily Nelson e Dannielle Khan)
1ª prova Coppa del mondo 2016-2017, Omnium (Glasgow)
- 2017

Track Cycling Challenge, Corsa a punti (Grenchen)
Track Cycling Challenge, Americana (Grenchen, con Manon Lloyd)
- 2018

Grand Prix Brno, Americana (Brno, con Laura Kenny)
3ª prova Coppa del mondo 2018-2019, Inseguimento a squadre (Berlino, con Katie Archibald, Laura Kenny, Emily Nelson e Jessica Roberts)
Track Cycling Challenge, Americana (Grenchen, con Emily Nelson)
Track Cycling Challenge, Omnium (Grenchen)
- 2022

Grand Prix Brno, Americana (Brno, con Mia Griffin)
Dublin International, Americana (Dublino, con Lara Gillespie)
Dublin International, Omnium (Dublino)
4ª prova Champions League, Scratch (Londra)
- 2023

Dublin International, Americana (Dublino, con Lara Gillespie)
Grand Prix Prešov, Scratch (Prešov)

## Piazzamenti

### Competizioni mondiali
- Campionati del mondo su pista

Glasgow 2013 - Inseguimento a squadre Junior: vincitrice
Glasgow 2013 - Omnium Junior: 3ª
Hong Kong 2017 - Inseguimento a squadre: 5ª
Roubaix 2021 - Inseguimento a squadre: 5ª
Roubaix 2021 - Americana: 17ª
St. Quentin-en-Yv. 2022 - Inseguimento a squadre: 9ª
St. Quentin-en-Yv. 2022 - Omnium: 12ª
Glasgow 2023 - Scratch: 12ª
Glasgow 2023 - Inseguimento a squadre: 9ª
Glasgow 2023 - Corsa a eliminazione: 22ª
- Campionati del mondo su strada

Valkenburg 2012 - In linea Junior: 63ª
- Giochi olimpici

Tokyo 2020 - Americana: ritirata
Tokyo 2020 - Omnium: 13ª

### Competizioni europee
- Campionati europei su pista

Anadia 2014 - Corsa a punti Under-23: 20ª
Anadia 2014 - Omnium Under-23: 10ª
Atene 2015 - Scratch Under-23: 7ª
Atene 2015 - Omnium Under-23: 9ª
Montichiari 2016 - Inseguimento a squadre Under-23: vincitrice
Montichiari 2016 - Omnium Under-23: 3ª
Saint-Quentin-en-Yvelines 2016 - Inseguimento a squadre: 3ª
Saint-Quentin-en-Yvelines 2016 - Americana: 2ª
Berlino 2017 - Inseguimento a squadre: 2ª
Glasgow 2018 - Scratch: 2ª
Grenchen 2021 - Scratch: 7ª
Grenchen 2021 - Inseguimento a squadre: 3ª
Grenchen 2021 - Omnium: 16ª
Grenchen 2021 - Americana: 13ª
Monaco di Baviera 2022 - Scratch: 9ª
Monaco di Baviera 2022 - Inseguimento a squadre: 6ª
Monaco di Baviera 2022 - Omnium: 11ª
- Campionati europei su strada

Goes 2012 - In linea Junior: 21ª